# Claire Goll
Claire Goll (Nuremberg, Alemanya, 29 d'octubre de 1890 - París, França, 30 de maig de 1977), amb nom de naixement Klara Liliane Aischmann, va ser una periodista i escriptora germanofrancesa, representant del món europeu d'avantguardes. El 1921 es va casar amb el poeta Yvan Goll, pseudònim d'Isaac Lang.

## Biografia
La família de Claire era d'origen jueu; la mare va morir en el camp de concentració de Auschwitz. El 1911 es va casar amb l'editor Heinrich Studer (1889 - 1961) i va viure amb ell a Leipzig, on va néixer la seva única filla, Dorothea Elisabeth, al maig de 1912. L'any 1916 va emigrar a Suïssa en protesta per la I Guerra Mundial (1914-1918). En aquest país va estudiar a la Universitat de Ginebra i va treballar com a periodista dins del moviment pacifista, en contra de la Gran Guerra. El 1917 es va divorciar de Heinrich Studer i va conèixer el poeta Yvan Goll, que fou la seva parella fins que es va morir el 1950. Al final del 1918 va tenir una aventura amb el poeta austríac Rainer Maria Rilke, amb el qual va mantenir una relació epistolar fins que es va mori el 1926. El 1919 es traslladà a ParísaAmb Yvan Goll, amb el qual es casà el 1921. La parella, tots dos d'origen jueu, es va exiliar a New York, el 1939, al començament de la II Guerra Mundial, però van tornar a Europa el 1947. Després de la mort del marit el 1950, es va dedicar a posar en valor la seva obra, la qual cosa li va portar a acusar Paul Celan de plagiar els poemes de Yvan. Els últims anys va aconseguir certa notorietat mediàtica en confessar que havia aconseguit el seu primer orgasme als setanta-sis anys, amb un jove de vint, encara que la veracitat d'aquesta història ha estat posada en qüestió.

## Obra
El 1918 va debutar com a escriptora amb la col·lecció de poemes Mitwelt i la novel·la Die Frauen erwachen. Els seus contes, poemes i novel·les es van publicar tant en alemany com en francès. Destaquen les col·leccions de poemes Poèmes d'amour (1925) i Poèmes de la jalousie (1926), i amb el seu marit va escriure els Poèmes de la vie et de la mort (1927) i "shared song of love" ("Wechselgesang der Liebe"). Des de la mort del seu marit, el 1950, Claire li va dedicar les seves novel·les autobiogràfiques Der gestohlene Himmel (1962) i Traumtänzerin (1971), encara que aquestes obres no van tenir un gran acolliment pel públic. El 1976, un any abans de morir-se, es va publicar la seva última obra, tant en francès com en alemany, La poursuite du vent o Ich verzeihe keinem, en la qual denuncia les misèries dels grans prohoms de l'avantguarda europea: Celán, Joyce, Jung, Dalí, Breton…